# Szangharádzsa-nikája
A szangharádzsa nikája (bengáli: সংঘ রাজা নিকায়) református théraváda buddhista hagyomány Bangladesben. A Száramedha Mahászthavira (páli: Száramitta Maháthera, ebből a maháthera jelentése „buddhista pap”) által 1864-ben alapított közösség főleg vidéken élő bengáli buddhistákból áll. A református mozgalom a 20. században is folytatódott és Pradzsnaloka Maháthero létrehozott egy bengáli nyelvű könyvkiadót a théraváda buddhista könyvek publikálására.

## Etimológia
A szangha a buddhista közösségre használt fogalom, a rádzsa (राजा, a szanszkrit राजन् alanyesete) a latin „rex” (birtokos esete: reg-is) „király” szóval rokon. A páli nikája kifejezés szó szerinti jelentése „kötet”, amely a Tipitaka valamely részére, kötetére utal. A nikája Délkelet-Ázsiában használatos alternatív jelentése „egyházi közösség”.

## Története
A buddhizmus virágzott Banglades területén az 5-12. század között. A 13. századtól a 19. század közepéig a bengáli buddhizmus hanyatlóban volt. A buddhizmus és a hinduizmus keveredtek és a buddhisták ebben az időszakban buddhista istenként imádták Sivát, Laksmit és Durgát. Ekkor a buddhizmustól teljesen eltérő, ám a hinduizmusban hagyományos állati áldozatokat is mutattak be. A vinaját, az erkölcsi útmutatás szabályait is újraértelmezték, így a kanonikus szövegek a háttérbe kerültek. Az eltorzult tartalmú szuttákat egy kevert, páli és arakani nyelven kántálták. A szerzetesek egyre gyakrabban éltek világi életet, saját házzal rendelkeztek, családjuk volt, és még kerítőként is közreműködtek a közösség életében. Ezen körülmények fogadták a burmai Arakan királyságból érkező buddhista csoportot, amely az arakani királyságon belüli két csoport közötti rivalizálás elől menekültek el a bangladesi Csittagongba. A csoportot egy Szárálangkára nevű buddhista szerzetes vezette. Szangharádzsa Száramedha ebben a menekült közösségben született. Születéskor azt jósolták, hogy király lesz belőle, így az ettől való félelem végett a szülei korán beadták egyházi kötelékbe, Szárálangkára védnöksége alá.
Felnőtt korában Száramedha elnyerte a Csittangong hegyvidék Csakma-dinasztiájához tartozó Rani Kalindri uralkodó támogatását, és belevetette magát a helyi szangha megreformálásába. Kizáratta azokat a szerzeteseket, akik olyan életvitelt folytattak, amelyek egyértelműen a vinajával ellentétesek voltak - mint például állati áldozatok bemutatása, pénz használata, család alapítása, olyan ételek (főleg hús) fogyasztása, amelyeket nem a közösség tagjai ajánlottak fel nekik önszántukból (alamizsna). Ellenezte azt a szokást is, hogy a húsz évnél fiatalabbak teljes szerzetesi rangot kaphassanak. Hasonlóképpen ellene volt azon emberek egyházba való felvételének, akik számára egyértelműen nem illett a vallásos élet.
Az egyházi reformokat követően Száramedha a világi követők gyakorlataira fordította a figyelmét. A világi közösség számára is kihangsúlyozta, hogy hagyják el az állati áldozatbemutatás szokását, illetve az istenek imádatát. Száramedha nagy népszerűségre tett szert, és egyre több szerzetest győzött meg arról, hogy lépjenek be újból a szerzetesrendbe, mintegy kifejezve azt, hogy elkötelezték magukat a reformmozgalommal. Ez jelentette a szangharádzsa-nikája kezdetét. Száramedha először egy héttagú csoporttal végezte el az upaszampadá, szerzetesfelvételi szertartást Pahartali-Mahamuni körzetben.
A csoport létszáma rohamos növekedésnek indult, és Banglades első szangha rádzsája Acsarja Dhammadhari Punnacsara lett. Közben ellen-reformmozgalomat indított Csaran Mahászthabir bangladesi szerzetes. Ez a mozgalom, amely a mahászthabir-nikája (máthe) elnevezést kapta, nem a szangharádzsa-nikája buddhista tanaival szegült szembe, csupán a bengáli buddhista rend külföldi entitás alá kerülése ellen tiltakozott. A két hagyományvonal közötti különbség szimplán praktikus alapokon nyugszik. Például más napi gyakorlatokat írnak elő a szerzeteseik számára. Ezek a különbségek is rendkívül minimálisak, és csupán az egyházi közösség számára fontosak. A világi gyakorlók a két hagyomány között nem igazán tesznek különbséget.